# Idaea obliterata
Idaea obliterata är en fjärilsart som beskrevs av John Henry Leech 1897. Idaea obliterata ingår i släktet Idaea och familjen mätare. Inga underarter finns listade i Catalogue of Life.